# Зоран Мароєвич
Зоран Мароєвич (27 квітня 1942 — 24 квітня 2019) — югославський баскетболіст.
Срібний призер Олімпійських Ігор 1968 року.
Переможець Середземноморських ігор 1967 року.
Срібний призер Чемпіонату Європи 1969 року.